# Песчано-Коледино
Песчано-Коледино — село в Далматовском районе Курганской области. Административный центр Песчано-Колединского сельсовета.

## История
До 1917 года входило в состав Уксянской волости Шадринского уезда Пермской губернии. По данным на 1926 год село Колединское состояло из 540 хозяйств. В административном отношении являлось центром Колединского сельсовета Белоярского района Шадринского округа Уральской области.

## Население
| 1989 | 2002  | 2010 | 2012 | 2013 | 2014 | 2015 |
| ---- | ----- | ---- | ---- | ---- | ---- | ---- |
| 843  | ↗1002 | ↘933 | ↘921 | ↘896 | ↘890 | ↘878 |
| 2016 | 2017  | 2018 | 2019 |      |      |      |
| ↘861 | ↘855  | ↘847 | ↘834 |      |      |      |

По данным переписи 1926 года в селе проживало 2884 человека (1376 мужчин и 1508 женщин), в том числе: русские составляли 100 % населения.